# 張家浜

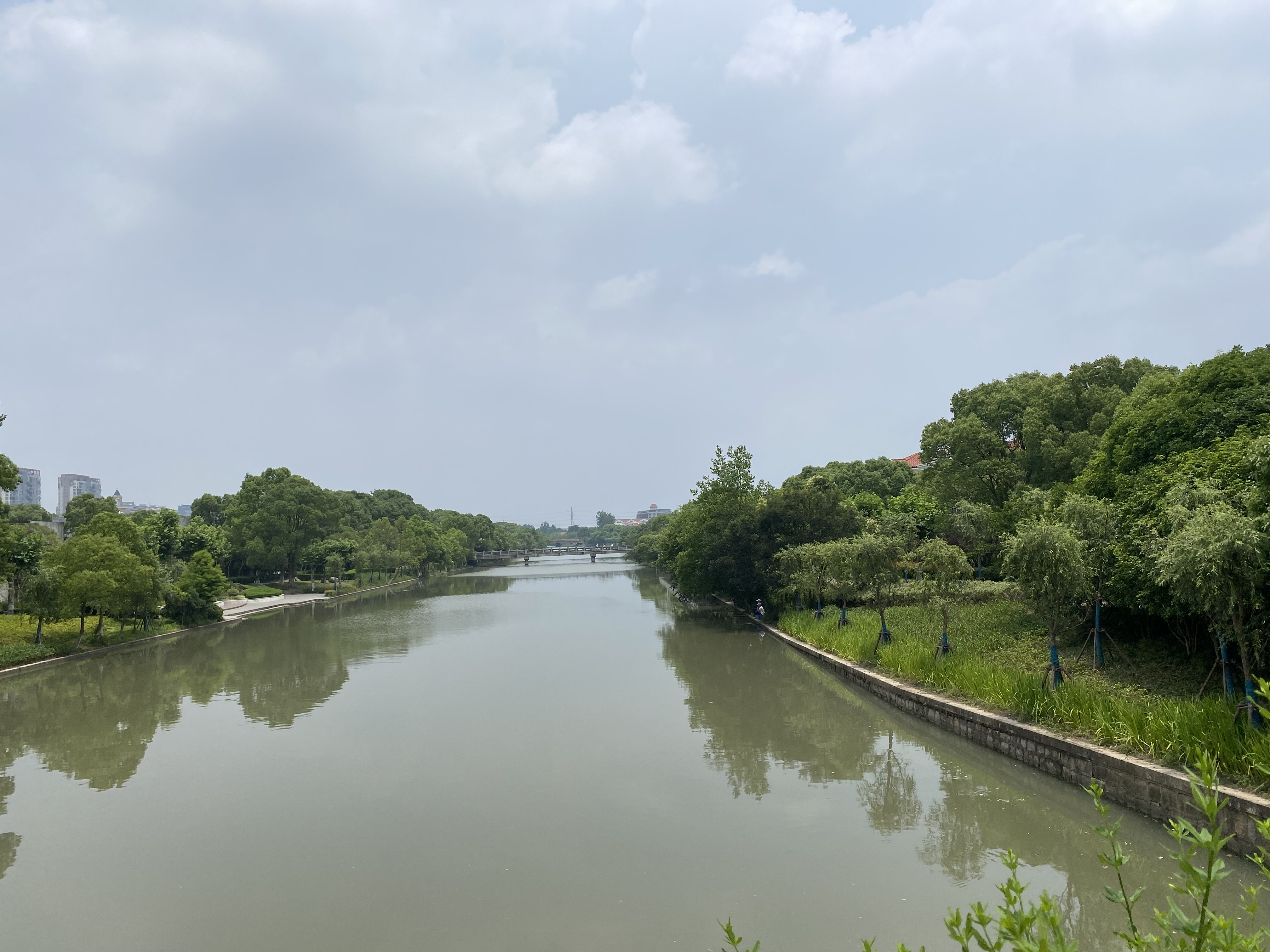
芳甸路桥上观望张家浜

張家浜是中華人民共和國上海市浦東新區的一條河流，屬於黃浦江支流，西起黃浦江，東至東海，全长23.5公里。途徑世紀公園。該河道曾于清同治十年(1871年)和1949年、1950年實施疏浚。1964年，在張華浜靠近黄浦江处建有节制水闸。1998年11月，當局對張家浜進行全面整治。